# Birger Ehnwall
John Birger Lennart Ehnwall, född 16 maj 1909 i Uppsala, död där 3 augusti 1996, var en svensk yrkesmålare och målare.
Han var son till styrman Johan August Ehnwall och Bernhardina Vilhelmina Pettersson samt från 1936 gift med Ingeborg Elvira Jansson.
Ehnwall var som konstnär autodidakt. Han medverkade i utställningar med Uplands konstförening. Hans konst består av stilleben, landskapsskildringar och beställningsporträtt. Ehnwall var representerad vid Kungliga Upplands regemente med ett par oljemålningar.